# 奥戈特
奥戈特，使用于挪威的挪威語男性名。以下知名人物使用此名：
- 奥格尔·伯尔塞特（1898年11月29日-1993年12月19日），挪威女演员。
- 奥格尔·迪德里克森（1874年7月3日-1968年3月19日），挪威女演员。
- 奥格尔·尼森（1882年5月2日-1978年12月16日），挪威女演员。
- 奥格尔·诺曼（1892年7月29日-1979年2月22日），挪威游泳运动员。
- 奥格尔·萝恩（英语：Aagot Raaen）（1873年12月3日-1957年1月7日），美国作家和教育家。
- 奥格尔·瓦勒（1945年5月26日-），挪威政治家。
- 奥格尔·温泰尔博-霍赫尔（1936年12月2日–），挪威医生和作家。